# Bataille de Port-LaJoye
Troisième Guerre intercoloniale
Batailles
- Raid sur Canseau
- Annapolis Royal (1er)
- Annapolis Royal (2e)
- Port-Toulouse
- Louisbourg
- Île Saint-Jean
- Saratoga
- Expédition d'Anville
- Fort Massachusetts
- Grand-Pré
- Fort no 4

La  bataille de Port-LaJoye  (également connu sous le nom de massacre de Port-LaJoye dans l'historiographie britannique) est un affrontement qui prend place pendant la troisième guerre intercoloniale et oppose des troupes britanniques à une force composée de soldats canadiens et de guerriers Mi'kmaq sur les rives de la rivière Hillsborough, sur l'Île-du-Prince-Édouard à l'été 1746. L'officier français de Ramezay envoie un détachement de 500 hommes à Port-LaJoye où ils surprennent et battent une compagnie de 200 miliciens du Massachusetts dans deux vaisseaux britanniques qui rassemblaient des provisions à destination de Louisbourg, qui avait été récemment capturée.

## Historique
Après la première chute de Louisbourg en 1745, le commandant des forces britanniques William Pepperrell envoient une expédition contre Isle Saint-Jean en juillet 1745. L'expédition est divisée, et une partie va à Trois-Rivières (actuelle Gerogetown/Brudenell, et l'autre à Port-LaJoye. À Trois-Rivières, l'Acadien Jean Pierre Roma et autres n'ont pu résister parce qu'ils n'avaient qu'un canon de six livres pour monter une défense. Roma, avec son fils et sa fille se sont enfuis dans la forêt où ils ont vu les Britanniques brûler leur village. La famille s'est ensuite dirigée vers Saint-Pierre et ensuite à Québec, pour y demeurer jusqu'à la fin de la guerre.
En même temps, en juillet 1745, l'autre détachement anglais débarqua à Port-LaJoye. Sous le commandement de Joseph du Pont Duvivier, les Français avaient une garnison de 20 soldats de la (Compagnie Franche de la Marine) à Port-LaJoye. Ils ont fui et les troupes de la Nouvelle-Angleterre ont brûlé la capitale au sol. Duvivier et la vingtaine d'hommes se sont retirés vers le haut de la rivière nordest, poursuivis par les Yankees jusqu'à ce que les soldats français reçoivent des renforts de la milice acadienne et des Micmacs. Les Français et leurs alliés ont pu refouler les Britanniques jusqu'à leurs bateaux, ou neuf furent tués, blessés ou faits prisonniers. Les Yankees ont pris six otages acadiens, qui seraient exécutés si les Acadiens ou les Mi'kmaq se rebellaient contre le contrôle britannique. Les troupes de la Nouvelle-Angleterre sont parties pour Louisbourg. Duvivier et ses 20 soldats sont partis pour Québec. Après la chute de Louisbourg, la population des Acadiens de l'Île Royale a été expulsée vers la France. Les Acadiens de l'Isle Saint-Jean ont vécu sous la menace d'expulsion jusqu'à la fin de la guerre.